# Uiraúna (ort)
Uiraúna är en ort i Brasilien.   Den ligger i kommunen Uiraúna och delstaten Paraíba, i den östra delen av landet, 1 500 km nordost om huvudstaden Brasília. Uiraúna ligger 298 meter över havet och antalet invånare är 7 823.
Terrängen runt Uiraúna är platt söderut, men norrut är den kuperad. Närmaste större samhälle är Serra Branca, 16,1 km öster om Uiraúna.
Omgivningarna runt Uiraúna är huvudsakligen savann. Runt Uiraúna är det ganska glesbefolkat, med 43 invånare per kvadratkilometer.